# Marius Colucci
Marius Colucci (Paris, 16 de outubro de 1976), é um ator francês. É um dos filhos de Coluche e Veronique Kantor com seu irmão mais velho Romain Colucci.
Filho do humorista Coluche (Michel Colucci), decidiu em 1996 se inscrever em cursos profissionais de teatro. 
Em 2006 ele conseguiu o papel de inspetor Emile Lampion na minissérie francesa "Petits meurtres en famille". Em 2009, ele retomou seu papel como um dos dois principais personagens da série de televisão "Les Petits Meurtres d'Agatha Christie" ao lado de Antoine Duléry como o comissário Larosière. Em janeiro de 2012, os dois atores decidiram deixar a série após onze episódios.
A partir de 2015, após ser convidado, ele se tornou um colunista regular de Charline Vanhoenacker com transmissão na rádio France Inter.